# Terence Winter
Terence Winter (Brooklyn, 2 de outubro de 1960) é um roteirista e produtor de televisão norte-americano.
Foi um dos roteiristas das séries de TV The Sopranos e Boardwalk Empire. No cinema roteirizou Get Rich or Die Tryin' e The Wolf of  Wall Street.

## Prêmios
Premiado com o Emmy do Primetime em 2004 e 2007 por The Sopranos.